# Веденяпинский сельсовет
Веденяпинский сельсовет — муниципальное образование со статусом сельского поселения в Спасском районе Пензенской области Российской Федерации.
Административный центр — село Веденяпино.

## История
Статус и границы сельского поселения установлены Законом Пензенской области от 2 ноября 2004 года № 690-ЗПО «О границах муниципальных образований Пензенской области».

## Население
| 2002 | 2010 | 2012 | 2013 | 2014 | 2015 | 2016 |
| ---- | ---- | ---- | ---- | ---- | ---- | ---- |
| 659  | ↘546 | ↘510 | ↘492 | ↘485 | ↘472 | ↘468 |
| 2017 | 2018 | 2021 |      |      |      |      |
| ↘455 | ↘433 | ↘408 |      |      |      |      |

## Состав сельского поселения
| № | Населённый пункт | Тип населённого пункта       | Население |
| - | ---------------- | ---------------------------- | --------- |
| 1 | Ахлебинино       | село                         | ↘108      |
| 2 | Веденяпино       | село, административный центр | ↘232      |
| 3 | Монастырское     | село                         | ↘199      |
| 4 | Сияново          | деревня                      | 7         |